# 富谷市立富ケ丘小学校
富谷市立富ケ丘小学校（とみやしりつ とみがおかしょうがっこう）は、宮城県富谷市富ケ丘一丁目にある公立小学校。宮城県立利府支援学校富谷校を併設している。

## 沿革

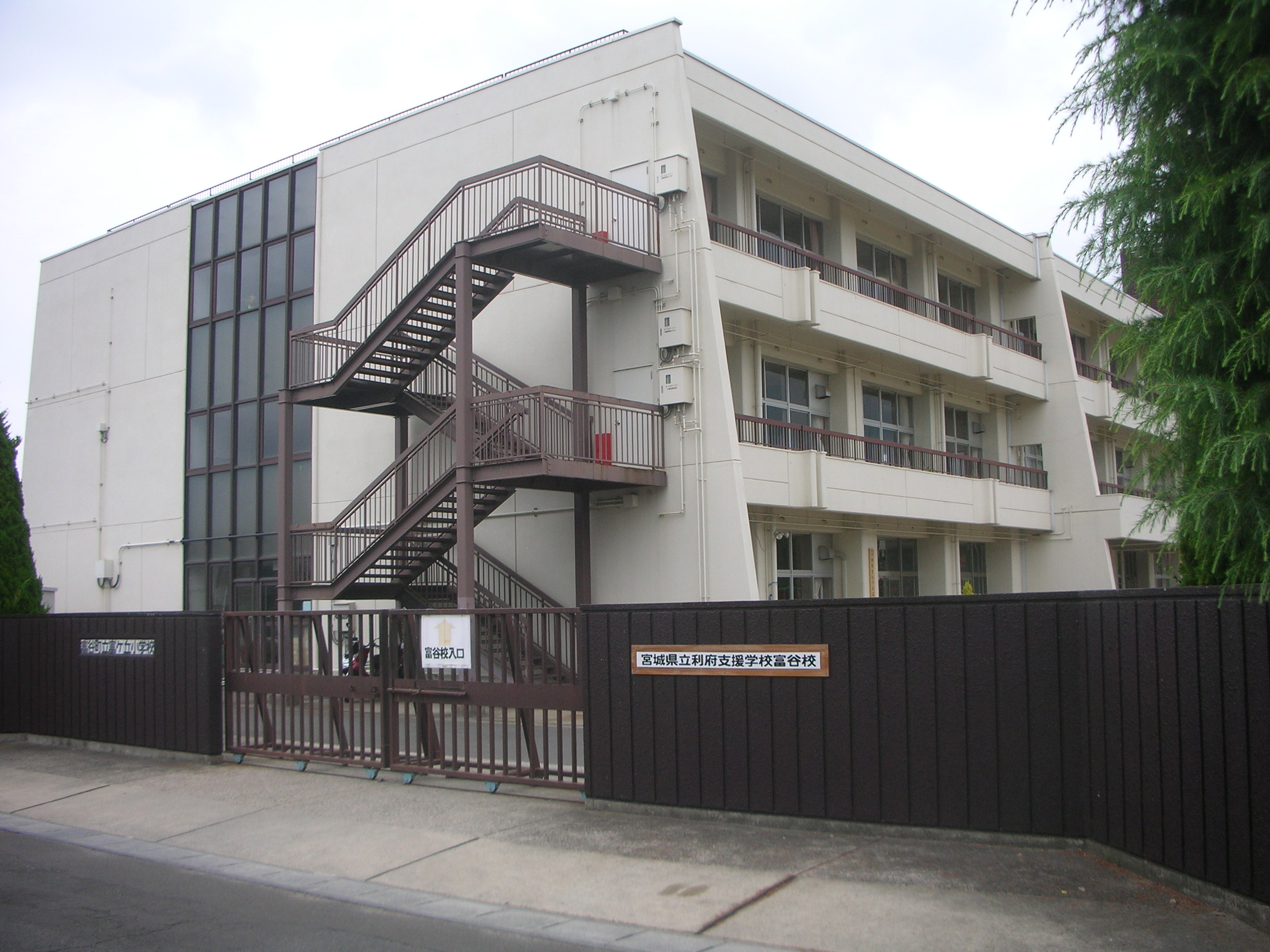
宮城県立利府支援学校
富谷校

- 1978年（昭和53年）4月 - 富谷町立富谷小学校（当時）から分離、開校[4]
- 1988年（昭和63年）4月 - 生徒数増加に伴い、富谷町立あけの平小学校（当時）が分離・開校[5]
- 2016年（平成28年）10月10日 - 富谷市制施行にともない現校名へ変更。

## 教育目標
心やさしく，たくましい子どもの育成

## 学区
富ヶ丘・鷹乃杜・上桜木

## 卒業後
- 富谷市立日吉台中学校（富ケ丘地区に住む生徒）
- 富谷市立富谷第二中学校（鷹乃杜・上桜木地区に住む生徒）
- 宮城県立利府支援学校中学部（利府支援学校富谷校に在籍する生徒）